# Hagelruis
Hagelruis is een vorm van gekwantiseerde ruis die ontstaat wanneer een elektrische stroom door een potentiaalbarrière gaat.
Deze barrières doen zich onder andere in elektronenbuizen en veel halfgeleiders voor.
De dragers van een elektrische stroom zijn gekwantiseerd, het zijn bijvoorbeeld vaak elektronen. Wanneer er een stroom van A naar B gaat, dus de elektronen van B naar A bewegen, is het effect op de potentiaal niet gekwantiseerd. De elektrische potentiaal tussen A en B neemt geleidelijk af. Elektrische stroom heeft dus ook een continu karakter, maar wanneer een ladingskwantum een potentiaalbarrière oversteekt verandert het potentiaalverschil sprongvormig. De stroom wordt hier dus 'echt' gekwantiseerd, de ruis die hierdoor ontstaat is hagelruis.